# Jérôme Carcopino

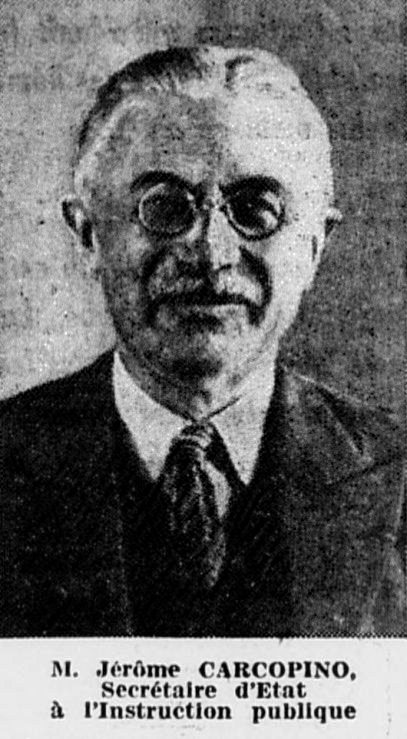
Jérôme Carcopino

Jérôme Carcopino (Verneuil-sur-Avre, Eure, 27 juni 1881 – Parijs, 17 maart 1970) was een Franse historicus en auteur. Hij was lid van vele archeologische en historische instituten in Europa.

## Biografie
Carcopino studeerde aan de École normale supérieure waar hij zich specialiseerde in geschiedenis. Van 1904 tot 1907 was Carcopino lid van de Franse School in Rome en 1912 werd hij professor in de geschiedenis in Le Havre. Van 1912 tot 1920 was hij docent aan de Universiteit van Algiers en inspecteur van antiquiteiten in Algerije.
Tijdens de Eerste Wereldoorlog diende Carcopino in de armée d’Orient en werd als militair onderscheiden met het Légion d’honneur en twee eervolle vermeldingen (palmen) op zijn Oorlogskruis.
Carcopino was van 1920 tot 1937 professor aan de Sorbonne in Parijs en werd daarna directeur van de Franse School in Rome. Van 25 februari 1941 tot 18 april 1942 was Carcopino tijdens het Vichy-regime minister van Nationaal Onderwijs en Jeugd. 
In augustus 1944 werd Carcopino opgesloten in Fresnes vanwege zijn deelname aan het Vichy-regime. In februari 1945 werd hij vrijgelaten. Op 11 juli 1947 oordeelde de Haute cour de justice om Carcopino niet te vervolgen vanwege zijn verdiensten voor het verzet. In 1951 werd hij hersteld in zijn functies.  
Carcopino was lid van de Pauselijke Academie van de Romeinse Archeologie, doctor honoris causa van de Universiteit van Oxford en lid van de Académie des inscriptions et belles-lettres. Hij werd in 1955 gekozen in de Académie française.

## Werken
- La Basilique pythagoricienne de la Porte majeure, 1926
- Autour des Gracques, 1928
- Des Gracques à Sylla, 1929
- Virgile et le mystère de la IVe Eglogue, 1930
- Sylla ou la monarchie manquée, 1931
- Ovide et le culte d'Isis, 1932
- César, 1936
- La Vie quotidienne à Rome à l'apogée de l'Empire, 1939 (dit werk heeft René Goscinny geïnspireerd tot Asterix de Galliër)
  - Nederlandse vertaling: Het dagelijks leven in het oude Rome, vert. O. de Marez Oyens-Schilt, 1987, Het Spectrum, ISBN 9027418160
- Aspects mystiques de la Rome païenne, 1941
- Études d’histoire chrétienne, 1953
- Les fouilles de Saint Pierre et la Tradition, 1953
- Souvenirs de sept ans 1937-1944, 1953
- De Pythagore aux Apôtres. Études sur la conversion du monde romain, 1956